# Selagia fuscorubra
Selagia fuscorubra is een vlinder uit de familie snuitmotten (Pyralidae). De wetenschappelijke naam is voor het eerst geldig gepubliceerd in 1928 door Riel.
De soort komt voor in Europa.